# Kristiansand (stacja kolejowa)
Kristiansand – stacja kolejowa w Kristiansand, w okręgu Agder, w Norwegii. Jest najbardziej na południe położoną stacją w kraju.

## Położenie
Leży w odległości 365 km od Oslo, 5,5 m n.p.m. Znajduje się na linii Sørlandsbanen.

## Ruch dalekobieżny
Leży na linii Sørlandsbanen. Jest stacją obsługującą dalekobieżne połączenia z południowo-zachodnią i południową częścią kraju. Stacja przyjmuje sześć par połączeń dziennie do Arendal i Stavanger.

## Obsługa pasażerów
Kasy biletowe, automaty biletowe, kiosk, kawiarnia, telefon publiczny, parking krótkoterminowy, parking rowerowy, wypożyczalnia rowerów, przystanek autobusowy, postój taksówek.